# Quartel da Luz
O Quartel da Luz,  conhecido também como Mansão da Rota, é o edifício que serve como base da Rondas Ostensivas Tobias de Aguiar (Rota), o maior batalhão da Polícia Militar do Brasil. A construção foi projetada por Ramos de Azevedo e se inspira nas construções europeias da primeira metade do século XIX, o chamado estilo pós-napoleônico. Sua construção é de um quadrilátero perfeito, com 84 metros quadrados de cada lado. A edificação também possui túneis subterrâneos que dão a volta em seu perímetro, além de ter sido usado como passagem para outros quartéis e parques da região para os policiais durante o século XX.
Hoje, os túneis estão fechados por sua Instabilidade, mas, assim como parte do subsolo, virou um museu aberto para visitação.
O quartel leva o nome do brigadeiro Rafael Tobias de Aguiar que em 1831 criou o então Corpo Policial Permanente, que posteriormente deu origem à Polícia Militar do Estado de São Paulo. 
O Quartel da Luz seguiu atuais regulamentos internacionais para construções de segurança pública. Arquitetado em alvenaria de tijolos, sua estética mostra inspiração nas fortificações da idade média. Externamente há uma chaminé, na qual estão os vestígios dos canhões disparados durante a Revolução de 1924 pelas forças legalistas.

## Arquitetura
Além da grande construção do Quartel da Luz ter sido inspirada em edificações da metade do século XIX, o arquiteto Ramos de Azevedo tinha costume de basear seus projetos em outros do exterior. Como exemplo, temos o renomado Teatro Municipal de São Paulo, inspirado na Ópera Nacional de Paris e sua Escola Estadual Caetano de Campos, que teve como base os Liceus Franceses. Logo, o Quartel da Luz seguiu o mesmo caminho, onde o arquiteto buscou, em seu projeto, inspiração em arquiteturas militares. Ramos de Azevedo encontrou como exemplo que se encaixaria no projeto o Quartel da Legião Estrangeira Francesa, localizado no Marrocos.
Tendo, inclusive, usado a mesma cor do Quartel da Legião Estrangeira como cor do Quartel da Luz, um amarelo mostarda que, no caso do Quartel da Legião Estrangeira Francesa, foi pensado para se confundir com a paisagem do deserto. 
Já a origem dos materiais usados para compor o Quartel, também seguiu o exemplo de outras edificações da chamada Belle Époque, como a Estação da Luz, que teve muitos de seus materiais de origem estrangeira. 
Assim, o Quartel, durante sua construção, recebeu materiais de diferentes partes do mundo, como seus tijolos do Reino da Itália e telhas da França. 

## História

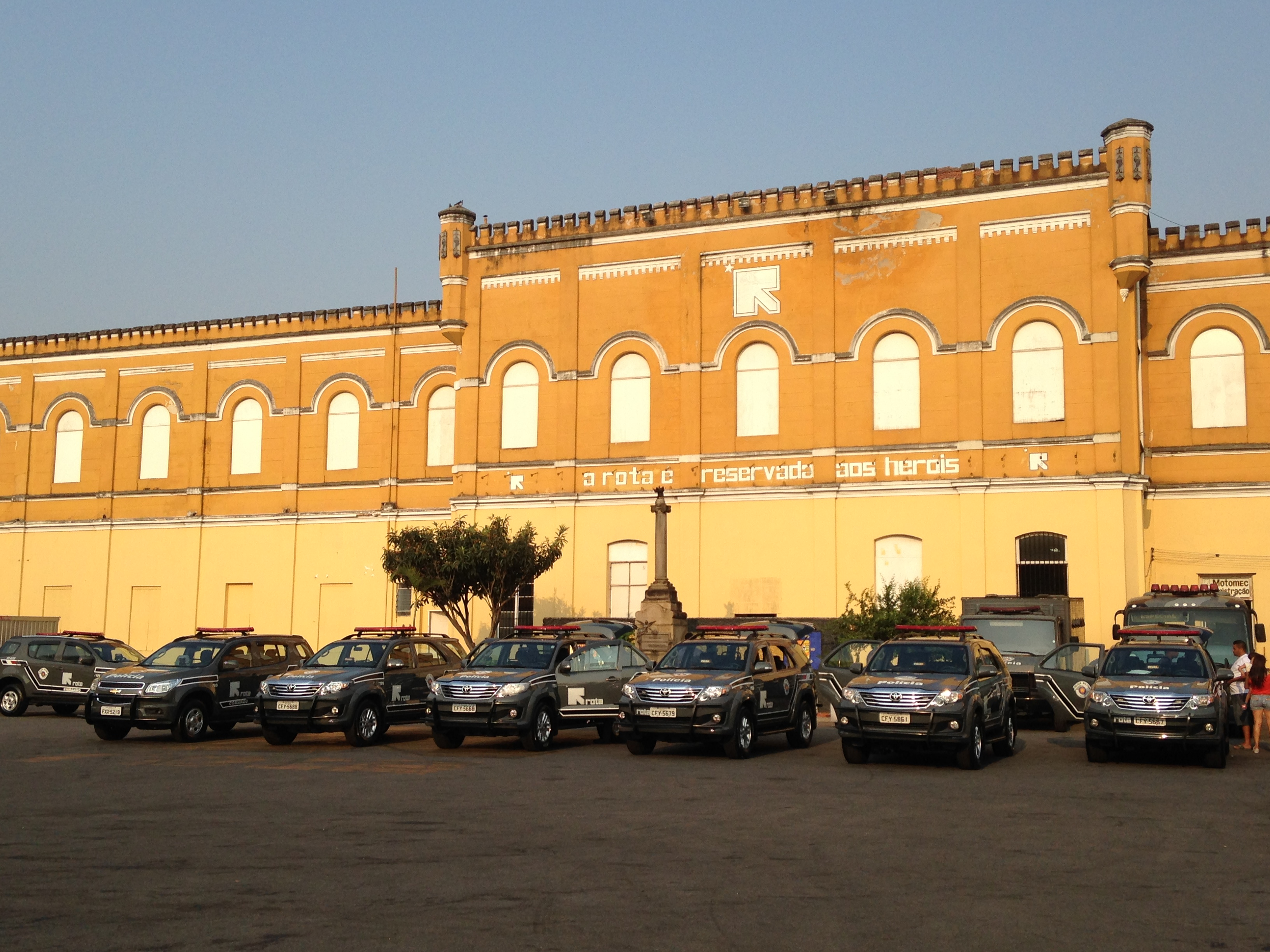
Região interna do Quartel da Luz

A história do Quartel da Luz está presente nos monumentos que ficam em seu pátio. Os soldados do Batalhão, que teve a tropa formada há 183 anos, tinha que cobrir e proteger as fronteiras do país. 
Um dos principais monumentos é reservado em memória aos soldados mortos durante a Guerra de Canudos. Ao todo foram (12) doze soldados paulistas que morreram em combate no ano de 1897, como está grafado no monumento, além da mensagem: "Aos soldados paulistas mortos em Canudos", "Vereis amor da pátria não movido de prêmio vil, mas alto e quase eterno". Os soldados do Batalhão, que estavam presentes em Canudos. permaneceram entre os últimos homens que reconquistaram Canudos. 
A Revolução Constitucionalista de 1932, um evento considerado marcante na história paulista, recebe alguns monumentos no pátio do Quartel, como o monumento em memória aos soldados mortos em ação. Na época, o Batalhão que preenchia o Quartel da Rota lutou contra o então Presidente do Brasil, Getúlio Vargas (1882-1954).
Os bustos do Brigadeiro Rafael Tobias de Aguiar (1794-1857), que deu origem ao nome do Batalhão, e do tenente Salvador D'Aquino, comandante do Quartel da Luz e responsável pela criação da Rondas Ostensivas Tobias de Aguiar em 15 de outubro de 1970, que passou a também a frequentar e a usar o mesmo local,  também estão entre os principais monumentos.
Em 1970, os policiais da ROTA eram conhecidos como "os homens do capacete cor de tigre", como a cor era muito chamativa, foi decidido que os policiais da ROTA usariam um fardamento especial e preto. Foi então que o apelido de "boinas negras" surgiu. A Rota mostrou seu novo fardamento em seu primeiro aniversário, em 1971.
Além disso, o monumento "A Rota é reservada aos heróis", é reservado para os soldados que morrem em serviço desde 1980. Ao todo, hoje, o monumento contabiliza 45 soldados mortos em combate.

## Estado atual
Em 7 de dezembro de 2004 houve um incêndio nas dependências do Quartel da Luz que durou mais de cinco horas. O motivo que levou a um incêndio, de acordo com os policias que averiguaram o caso, foi um curto-circuito. 
Em 2011, iniciou-se uma ampla reforma no setor que divide o Quartel da Luz com seus fundos, a cavalaria. Ainda em 2012, a reforma das partes atingidas pelo incêndio ainda ocorria, assim como a demolição de alguns setores que não estava no projeto pensado por Ramos de Azevedo. Além disso, uma ampla reforma começou a ser feita, a primeira desde a construção original, jara restaurar setores com vazamento, umidade e modernização da rede elétrica.
Em 2016, ainda existem alguns setores isolados pelo incêndio e à espera de reformas. Todas as alterações e reformas feitas no Quartel dependem de aprovação dos órgãos de preservação. O 1º Batalhão Tobias de Aguiar, que já foi usado como sede para o Corpo Policial Permanente é, hoje, usado pelas tropas do Comando Geral da Polícia Militar do Estado de São Paulo, a Rondas Ostensivas Tobias de Aguiar (ROTA), que possui um dos maiores batalhões da Polícia Militar Brasileira, são 150 viaturas Hilux SW4 e Chevrolet TrailBlazer cerca de 900 homens 
O museu subterrâneo do Quartel da Rota possui vários materiais históricos disponíveis, Fardamentos e imagens históricas estão por todo o espaço. Mais adiante, os túneis que antes eram usados e faziam a conexão do Quartel com estações ferroviárias das redondezas hoje têm sua passagem obstruída pela construção do metrô nas proximidades do local.

## Curiosidades
- Existe um livro chamado: "Quartel da luz, Mansão da Rota", que conta sobre o batalhão "Tobias de Aguiar". A narrativa conta mais de 100 anos de histórias do prédio Quartel da Luz. O autor do livro foi Cel.Paulo Adriano Lopes Lucinda Telhada.
- Há uma representação do busto de Tobias no Batalhão, por ele ter sido o fundador da Polícia Militar e do Cel PM Salvador D´Aquino. 
- O prédio abriga diversos itens históricos, como medalhas da Guerra do Paraguai.
- No livro Os Sertões, de Euclydes da Cunha, menciona-se as ações do Batalhão chamando de "Batalhão Paulista".
- Ao lado dos brasões e abaixo do lema, no cento do páteo há um Monumento aos Heróis de Canudos, ou seja, uma representação dos doze soldados paulistas que foram para o sertão atrás de Antônio Conselheiro, em busca do fim deste. 

## Significado histórico e cultural
O processo de tombamento do Quartel da Luz foi solicitado pelo Conselho de Defesa do Patrimônio Histórico Artístico Arqueológico e Turístico do Estado de São Paulo (CONDEPHAAT) no ano de 1969. Sua solicitação foi recebida por diversos órgãos, como o então Secretário de Cultura, Esportes e Turismo e pelo então tenente Salvador D'Aquino. O CONDEPHAAT realizou uma série de visitas nas edificações do Quartel. O motivo para o Quartel da Luz ser atualmente um bem tombado está registrado em seu processo de tombamento pelo CONDEPHAAT nº 15268/69 :
| “ | Por se tratar de uma edificação representativa do fim do século XIX, engajada no ecletismo provindo do Império e por se tratar de construção monumental, em forma de quadrilátero, cujas paredes entesourando recordações de mais de um século de ativa participação da Força Pública na vida de São Paulo e do Brasil. | ” |

De acordo com o processo de tombamento pelo CONDEPHAAT, o pedido de tombamento para o edifício Quartel da Luz tramitou em algumas instâncias durante três anos até ser deliberado em 06 de dezembro de 1972. 

## Galeria

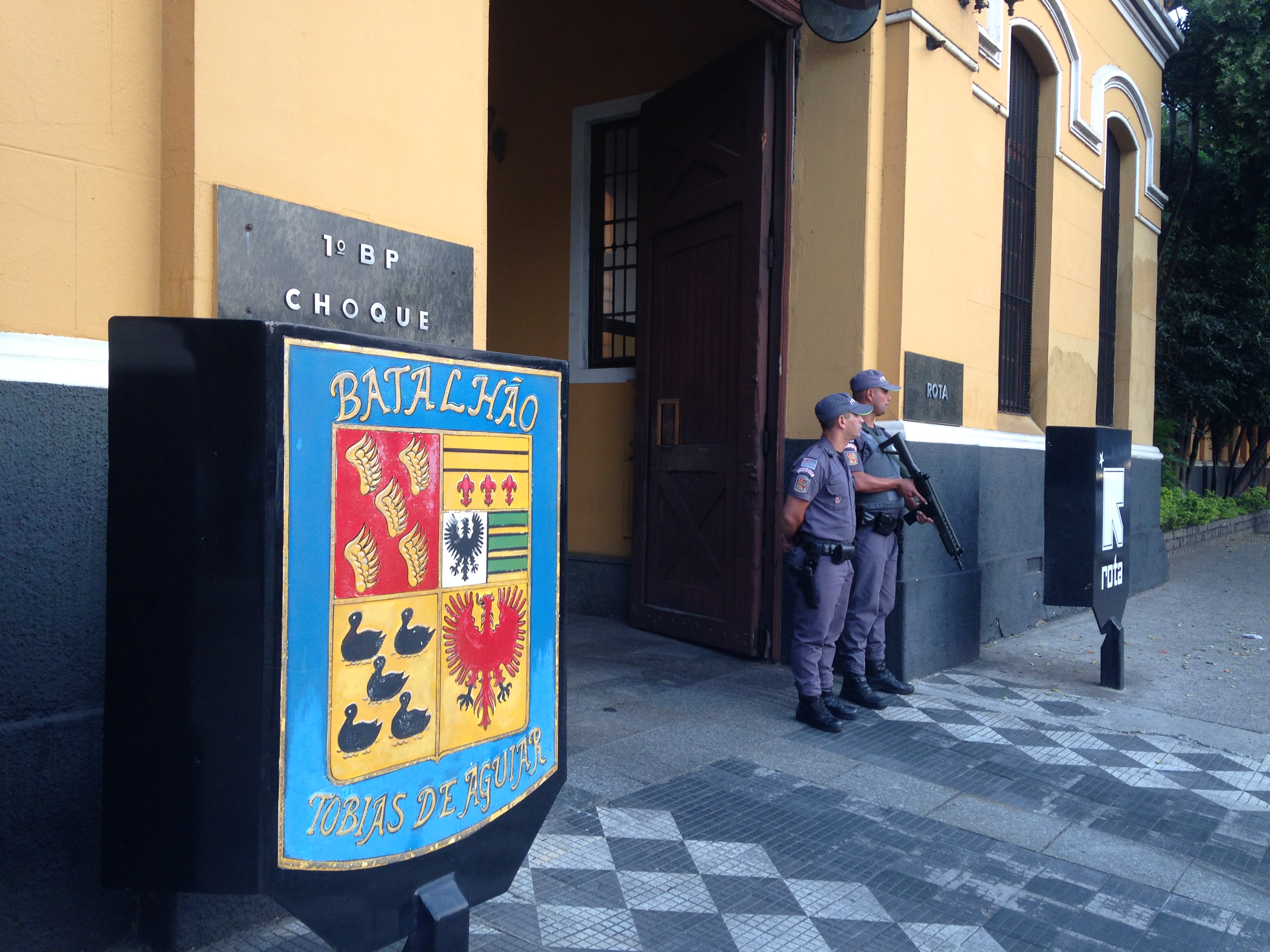
Região externa e entrada do Quartel da Luz
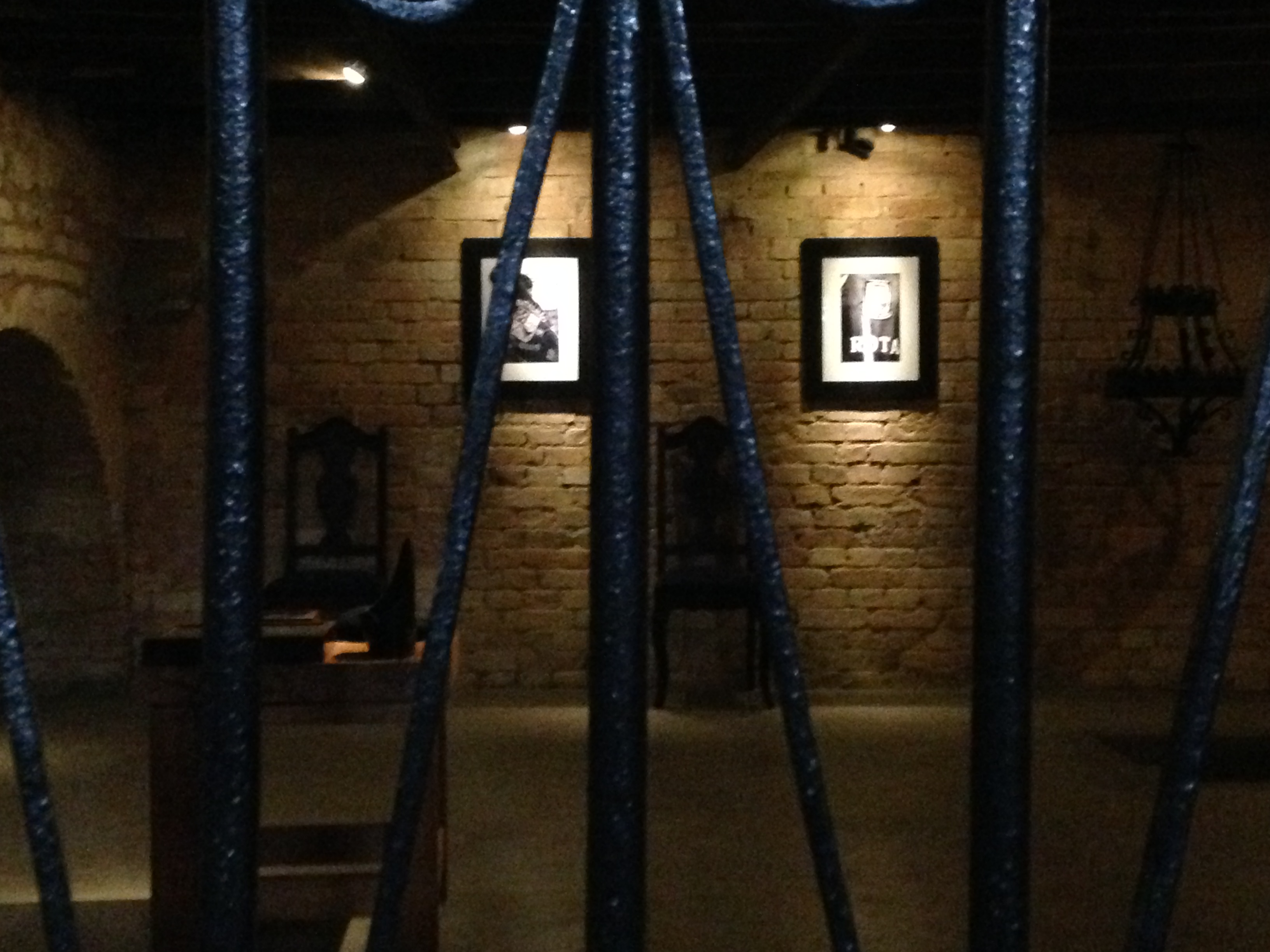
Museu do Quartel da Luz que fica no setor subterrâneo
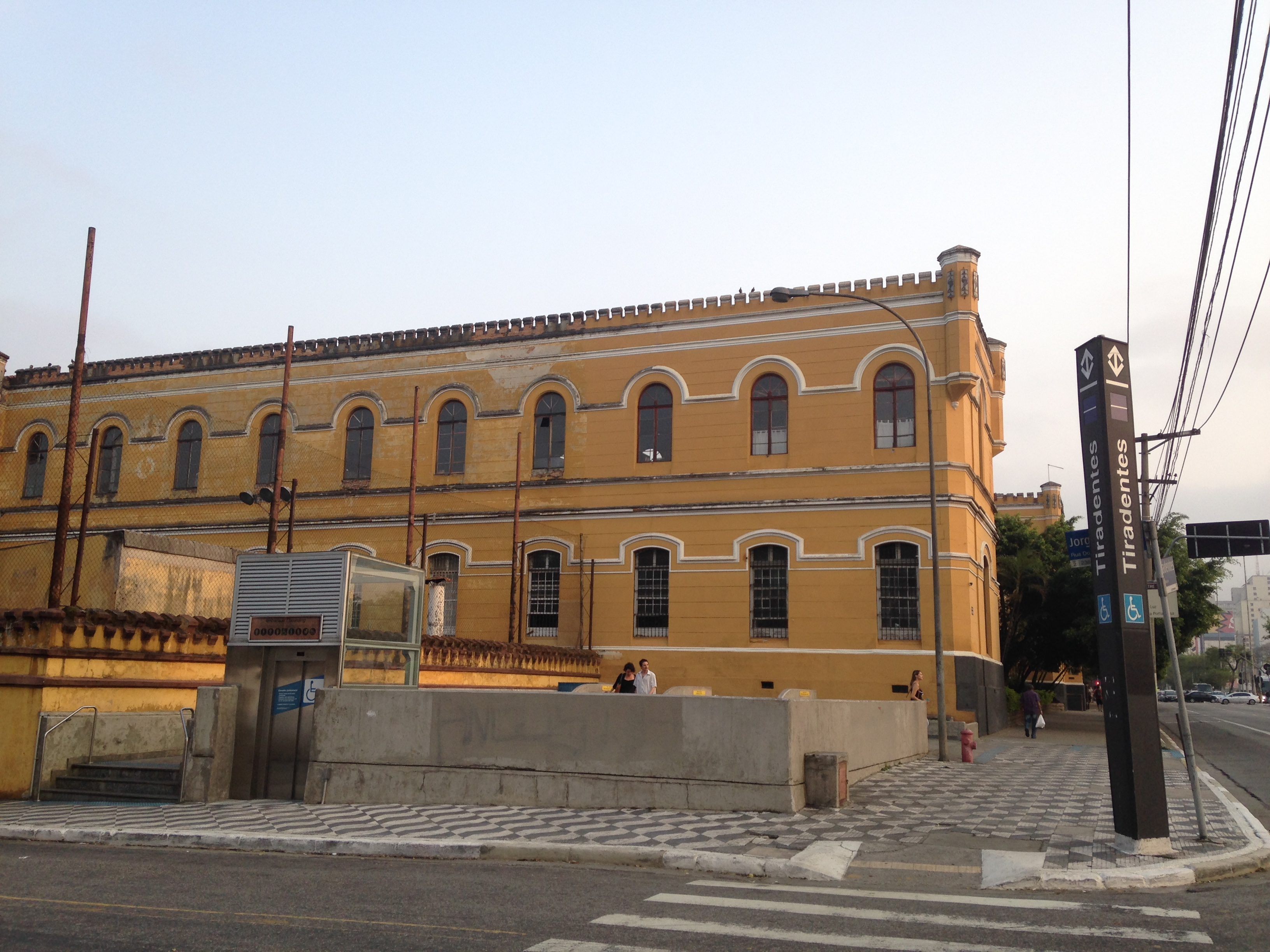
Lateral do Quartel da Luz e metrô Tiradentes
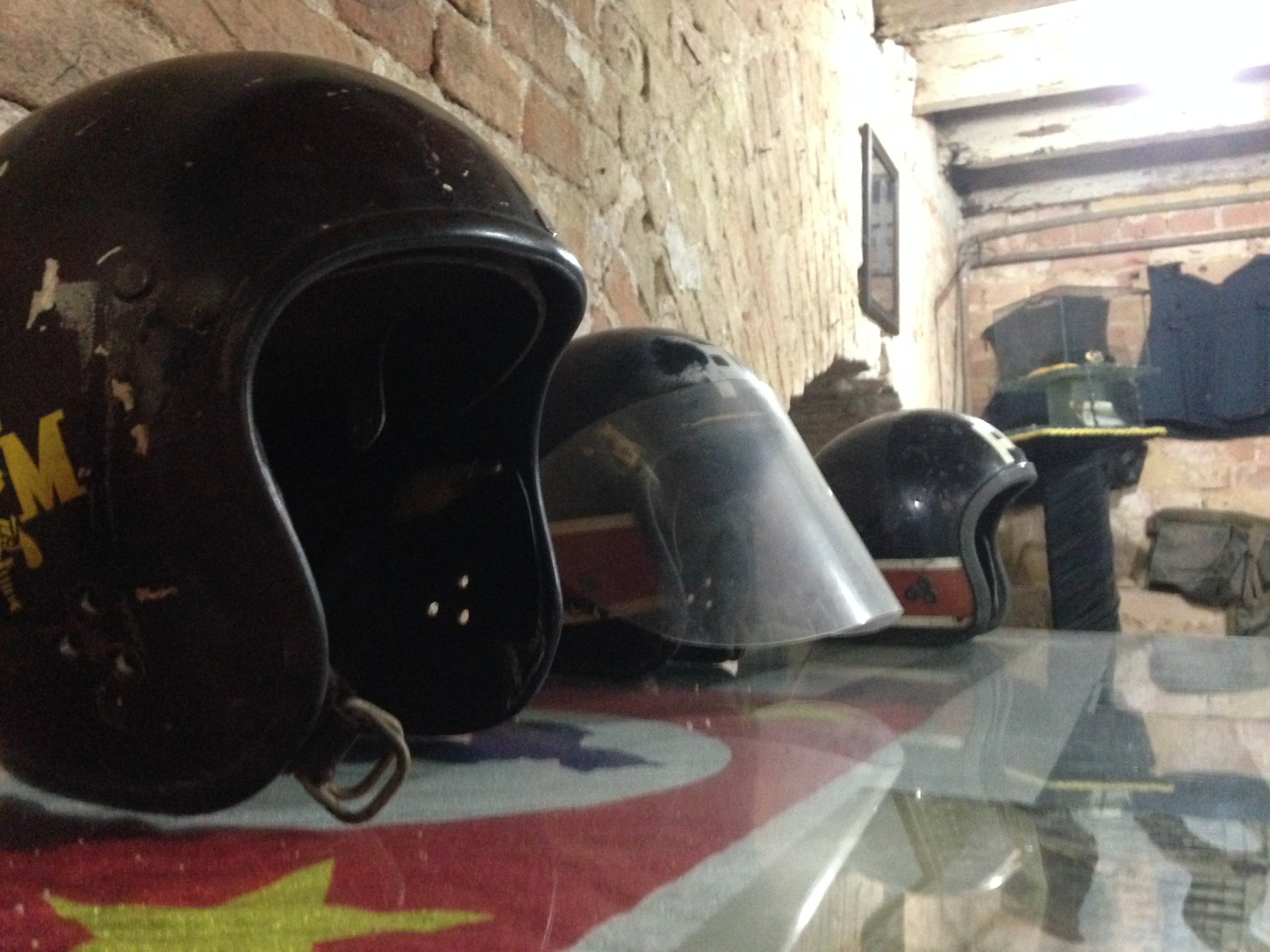
Capacetes de diferentes gerações
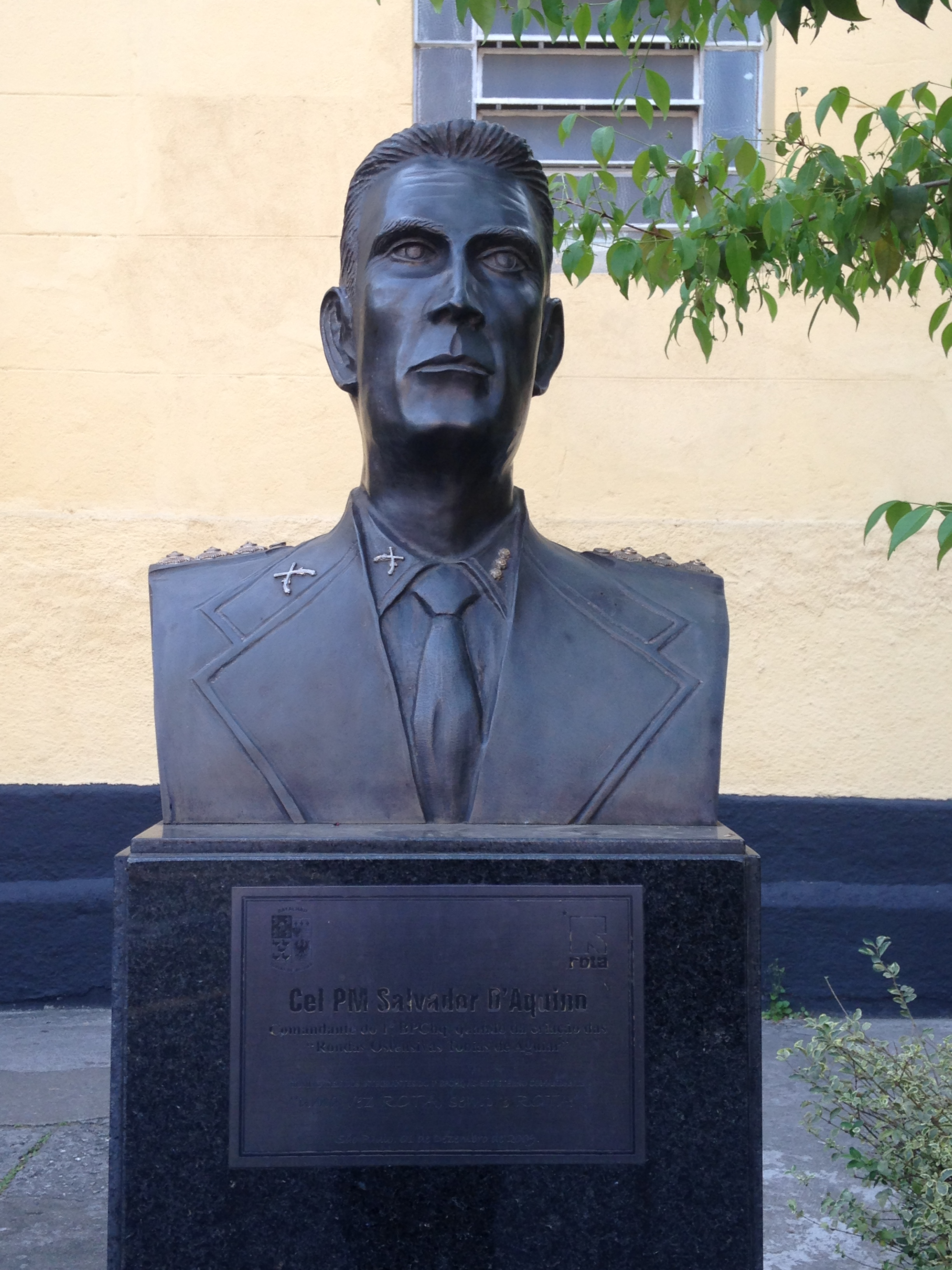
Monumento localizado no Pátio do Quartel
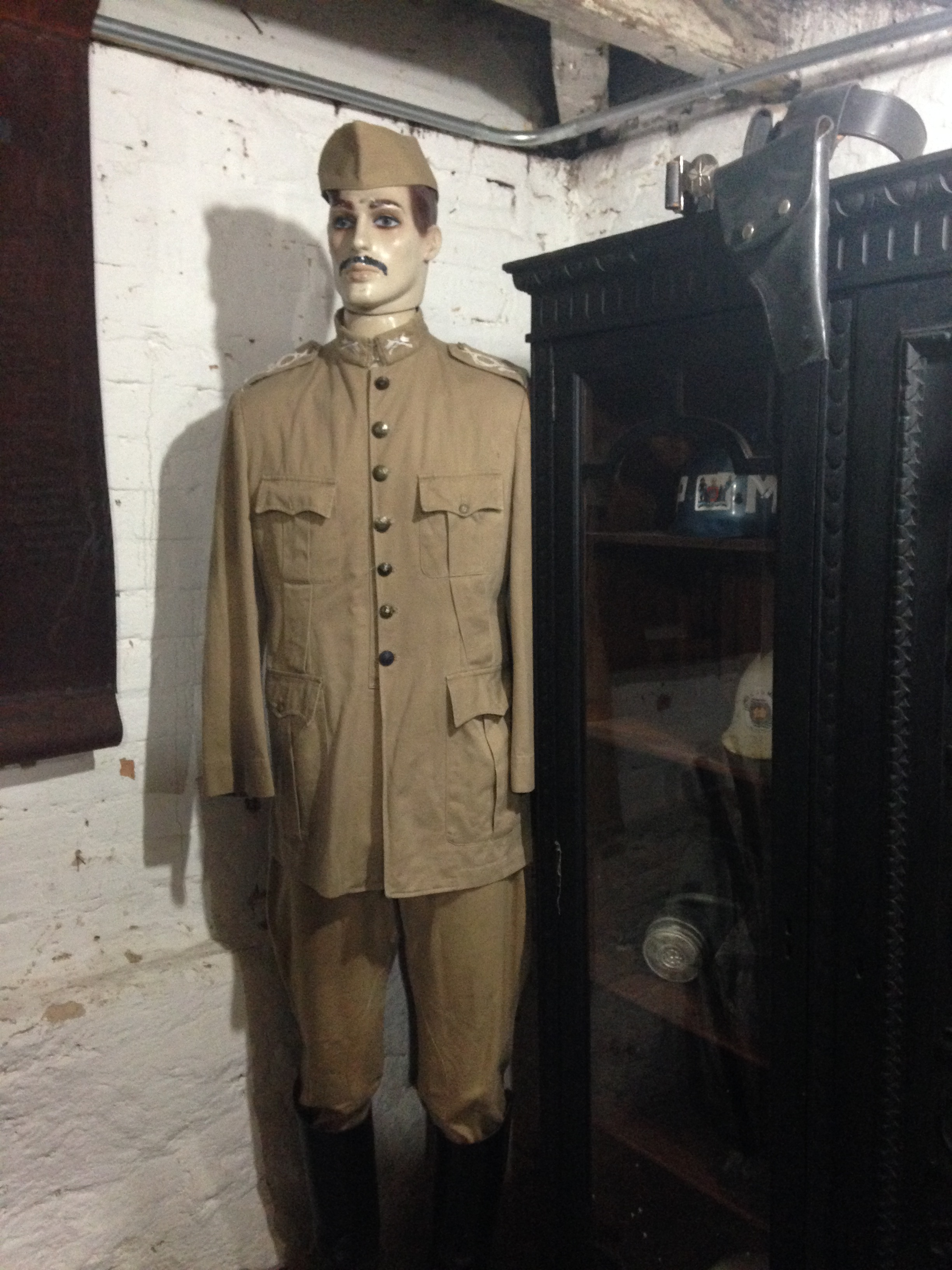
Farda usada no início do século XX
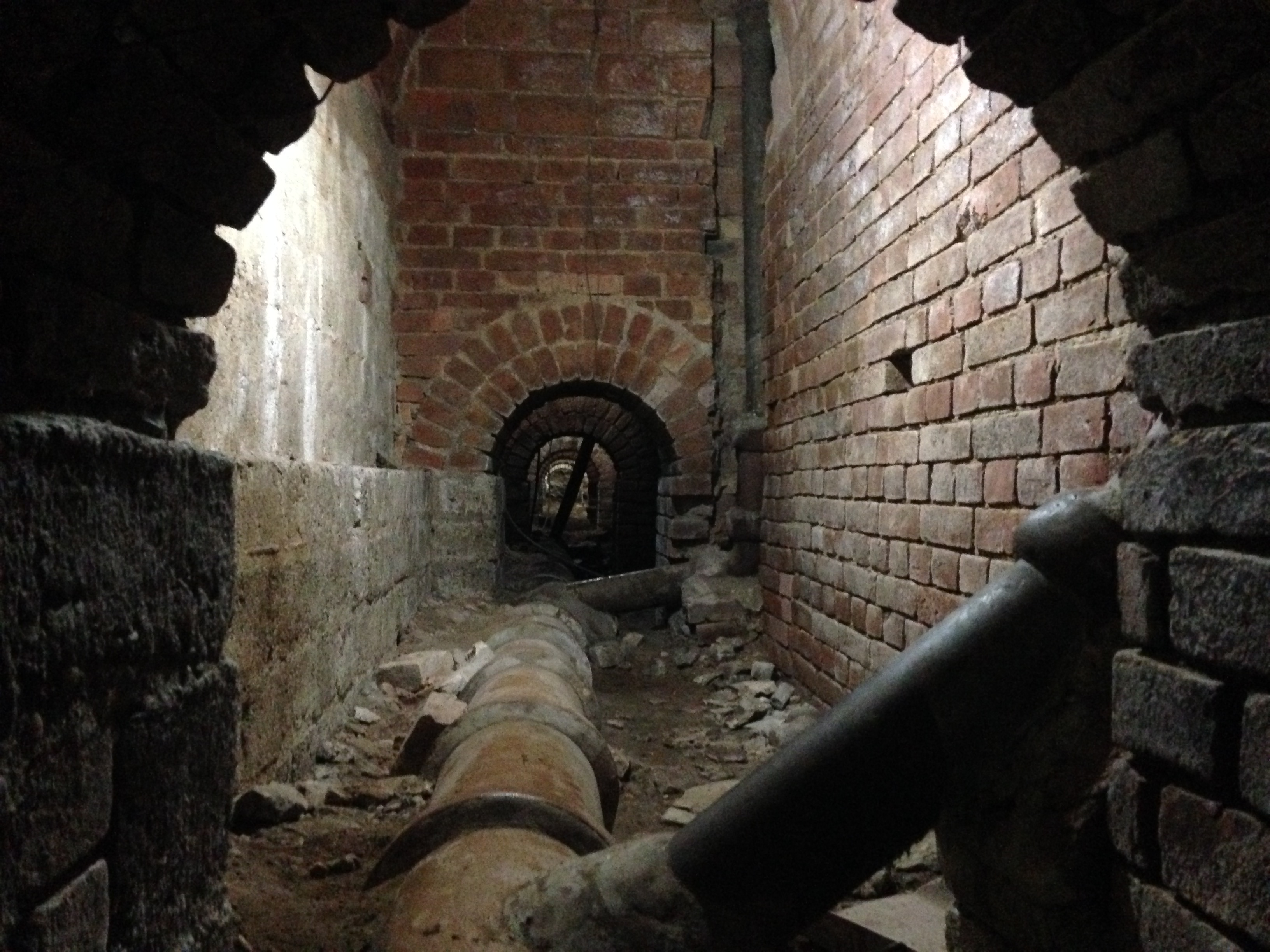
Túnel subterrâneo do Quartel da Luz